# UCI-Mountainbike-Eliminator-Weltcup 2021
Beim UCI-Mountainbike-Eliminator-Weltcup 2021 wurden durch die Union Cycliste Internationale die Weltcupsieger im Cross-Country Eliminator ermittelt.

## Ablauf
Der Weltcup 2021 begann erst im August, wohl im Hinblick auf die noch immer grassierende Corona-Pandemie, die den Weltcup im Vorjahr weitgehend lahmgelegt hatte. In relativ kurzer Zeitspanne waren acht Veranstaltungen geplant, darunter zwei in Bahrain und den Vereinigten Arabischen Emiraten, die letztlich nicht stattfanden. Damit gab es sechs Läufe, allesamt in Europa:
- Leuven: 8. August
- Oudenaarde: 15. August
- Valkenswaard: 22. August
- Winterberg: 12. September
- Jablines-Annet: 17. September
- Barcelona: 2. Oktober

Trotz der Pandemie konnten die Läufe in Leuven, Oudenaarde und Valkenswaard vor Publikum im jeweiligen Stadtzentrum abgehalten werden. Schauplatz in Winterberg war zum vierten Mal der Kurpark. In Frankreich diente der Freizeitpark von Jablines-Annet als Austragungsort, in Barcelona der Platz rund um die Font Màgica. Das Reglement des Gesamtklassements erfuhr eine Änderung: Zum einen zählten nunmehr auch die Ergebnisse der Zeitfahr-Qualifikation mit halber Wertigkeit; so konnten in der Qualifikation maximal 30 Punkte erzielt werden, im Hauptwettbewerb maximal 60. Zum anderen zählten nur die besten fünf Ergebnisse fürs Gesamtklassement, so dass die Fahrer je ein Streichergebnis hatten. Bei den Frauen siegte Gaia Tormena in allen fünf Wettbewerben, in denen sie antrat, und gewann den Weltcup mit der maximal möglichen Punktzahl von 450.

## Männer
| # | Datum         | Ort            | Erster                | Zweiter           | Dritter               |
| - | ------------- | -------------- | --------------------- | ----------------- | --------------------- |
| 1 | 8. August     | Leuven         | Simon Gegenheimer     | Jeroen van Eck    | Titouan Perrin-Ganier |
| 2 | 15. August    | Oudenaarde     | Lorenzo Serres        | Simon Gegenheimer | Anton Olstam          |
| 3 | 22. August    | Valkenswaard   | Jeroen van Eck        | Anton Olstam      | Simon Gegenheimer     |
| 4 | 12. September | Winterberg     | Titouan Perrin-Ganier | Jeroen van Eck    | Lorenzo Serres        |
| 5 | 17. September | Jablines-Annet | Titouan Perrin-Ganier | Simon Gegenheimer | Jeroen van Eck        |
| 6 | 2. Oktober    | Barcelona      | Jeroen van Eck        | Simon Gegenheimer | Lorenzo Serres        |

Gesamtwertung
| Platz | Name                  | Punkte |
| ----- | --------------------- | ------ |
| 1     | Jeroen van Eck        | 365    |
| 2     | Simon Gegenheimer     | 337    |
| 3     | Titouan Perrin-Ganier | 249    |
| 4     | Lorenzo Serres        | 239    |
| 5     | Jay Bytebier          | 198    |
| 6     | Felix Klausmann       | 146    |

## Frauen
| # | Datum         | Ort            | Erste          | Zweite            | Dritte            |
| - | ------------- | -------------- | -------------- | ----------------- | ----------------- |
| 1 | 8. August     | Leuven         | Gaia Tormena   | Lia Schrievers    | Marion Fromberger |
| 2 | 15. August    | Oudenaarde     | Gaia Tormena   | Lia Schrievers    | Ella Holmegård    |
| 3 | 22. August    | Valkenswaard   | Gaia Tormena   | Marion Fromberger | Ella Holmegård    |
| 4 | 12. September | Winterberg     | Gaia Tormena   | Lia Schrievers    | Marion Fromberger |
| 5 | 17. September | Jablines-Annet | Noémie Garnier | Lia Schrievers    | Marion Fromberger |
| 6 | 2. Oktober    | Barcelona      | Gaia Tormena   | Marion Fromberger | Didi de Vries     |

Gesamtwertung
| Platz | Name              | Punkte |
| ----- | ----------------- | ------ |
| 1     | Gaia Tormena      | 450    |
| 2     | Marion Fromberger | 253    |
| 3     | Lia Schrievers    | 218    |
| 4     | Didi de Vries     | 198    |
| 5     | Ella Holmegård    | 188    |
| 6     | Chimène Boer      | 91     |